# Юсипов, Шамиль Сафинович
Шамиль Сафинович Юсипов — советский хозяйственный, государственный и политический деятель, Герой Социалистического Труда.

## Биография
Родился в 1932 году в селе Камкино. Член КПСС.
С 1948 года — на хозяйственной, общественной и политической работе. В 1948—1991 гг. — тракторист Большерыбушкинской МТС, механик, бригадир тракторо-полеводческой бригады, председатель колхоза «Чембилеевский» Краснооктябрьского района Горьковской области.
Указом Президиума Верховного Совета СССР от 11 декабря 1973 года присвоено звание Героя Социалистического Труда с вручением ордена Ленина и золотой медали «Серп и Молот».
Избирался депутатом Верховного Совета РСФСР 7-го созыва.
Умер в 2000 году.